# كزافييه مورينو
كزافييه مورينو هو عداء مشي إكوادوري، ولد في 15 نوفمبر 1979 في كيتو في الإكوادور.

## وصلات خارجية
- كزافييه مورينو على موقع الاتحاد الدولي لألعاب القوى (الإنجليزية)
- كزافييه مورينو على موقع أوليمبيديا (الإنجليزية)